# 国際連合安全保障理事会決議205
国際連合安全保障理事会決議205（こくさいれんごうあんぜんほしょうりじかいけつぎ205、英: United Nations Security Council Resolution 205）は、1965年5月22日に国際連合安全保障理事会で採択された決議である。ドミニカ内戦に関係する。
安保理は、ドミニカ共和国における紛争が潜在的に拡大しつつあるのを受けて、決議203で要請されたサントドミンゴにおける戦闘の一時停止を恒久的な停戦に移行し、ウ・タント国際連合事務総長に対して決議の履行に関する報告書を提出するように求めた。
決議205は、賛成10、反対0、棄権1（アメリカ合衆国）で採択された。
採択から数日後、サントドミンゴで事実上の停戦が行われた。